# Abrigo de Santo Adriano

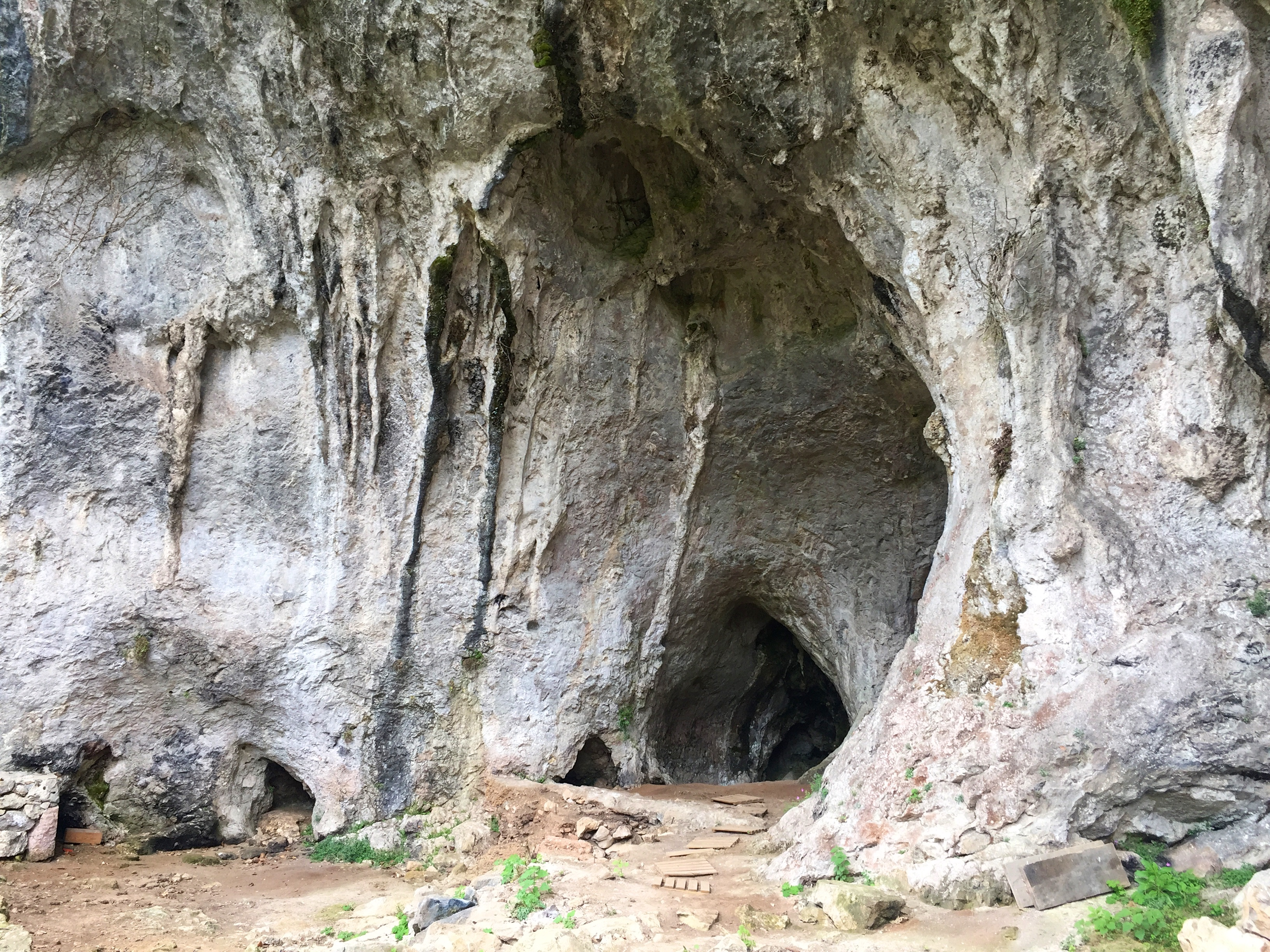
Abrigo de Santo Adriano o la cueva del conde en Tuñón

El Abrigo de Santo Adriano es un pequeño covacho rocoso que se encuentra próximo a la localidad de Tuñón, en el concejo de Santo Adriano (Asturias, España).
Este abrigo alberga un importante conjunto de grabados del Paleolítico Superior compuesto por figuras zoomorfas (principalmente bisontes, ciervas y cabras) que en total suman unas treinta figuras distribuidas en las paredes este y oeste. También contiene algunos signos aspados. 
Fue descubierto oficialmente el 13 de noviembre de 1994 por J. M. Quintanal Palacio, aunque tras recibir las indicaciones de un vecino de la Barzaniella (Paco), en Tuñón, quien previamente había reparado en la existencia de los grabados.
Santo Adriano pertenece a un conjunto de lugares con arte parietal denominados "santuarios exteriores" por su ubicación en los vestíbulos de las cuevas o en abrigos donde llega la luz solar (Fortea, 1994). Se atribuyen cronológicamente al período artístico denominado "Horizonte II" del Nalón Medio, que se corresponde con los períodos Gravetiense e inicios del Solutrense (Fortea, 1994). Aunque otros autores abogan por una mayor antigüedad de estas manifestaciones llevándolas hasta los inicios del Paleolítico superior, en el periodo Auriñaciense(González Sainz, 2000). Otros yacimientos importantes del Nalón Medio son las cuevas y abrigos de Los Torneiros y La Cueva Pequeña (ambos en Santo Adriano), Murciélagos, Godulfo, Entrefoces y Lluera I y II.